# Sam Kean
Sam Kean, né à Sioux Falls dans le Dakota du Sud, est un écrivain et vulgarisateur scientifique américain. Il a écrit pour The New York Times Magazine, Mental Floss, Slate, Psychology Today et New Scientist. Il a également publié trois livres qui traitent de découvertes scientifiques dans un style narratif,. Ses livres ont reçu des critiques positives dans The Wall Street Journal, Library Journal et The New York Times.

## Livres
- The Disappearing Spoon: And Other True Tales of Madness, Love, and the History of the World from the Periodic Table of the Elements (en) (2010)[6]
  - Traduit en français en 2011 chez JC Lattès : Sam Kean (trad. de l'anglais par Bernard Sigaud), Guerre et paix chez les atomes ou l'histoire du monde racontée à travers la table des éléments, Paris, JC Lattès, coll. « Les aventures de la connaissance », 2013, 442 p. (ISBN 978-2-7096-3521-9, présentation en ligne), p. 291-293
    - Publié chez Flammarion en 2013 : Sam Kean (trad. de l'anglais par Bernard Sigaud), Quand les atomes racontent l'histoire du monde, Paris, Flammarion, coll. « Champs sciences », 2013, 442 p. (ISBN 978-2-08-128277-3, présentation en ligne)
- The Violinist's Thumb: and Other Lost Tales of Love, War, and Genius, as Written by Our Genetic Code (2012)
- The Tale of the Dueling Neurosurgeons: the History of the Human Brain as Revealed by True Stories of Trauma, Madness, and Recovery (2014)[7]
- Caesar's Last Breath: Decoding the Secrets of the Air Around Us (2017)[8], traduit en français sous le titre Le dernier souffle de César – Les secrets de l'air qui nous entoure, paru en 2020, à Lausanne, aux Presses polytechniques et universitaires romandes, collection Quanto.